# Le Grand Monarque
Le Grand Monarque est un hôtel-restaurant situé dans la ville de Chartres en Beauce, dans le département français d'Eure-et-Loir, dont l'origine remonte au début du XVIe siècle.

## Histoire
Au début du XVIe siècle, l'établissement est un relais de poste. En 1634, il devient maison hôtelière,.
À partir de 1900, le lieu qui s’est taillé une réputation gastronomique, notamment grâce à sa cave bien fournie, est signalé dans le guide Michelin.
En 1967, Georges Jallerat, fils d'agriculteur de l'Essonne qui s'est lancé dans la restauration en autodidacte à Paris puis à New-York, rentre en France et est engagé comme réceptionniste à l’hôtel Le Grand Monarque. En 1968, il rachète l'établissement, avec sa jeune épouse, Geneviève.
En 1983, de retour d'un séminaire avec l'œnologue Jacques Puisais, Georges Jallerat décide de lancer La Paulée des vins de Loire.
En 1997, le chef Laurent Clément prend la direction du restaurant Le Georges.
En 1999, Georges et Geneviève Jallerat transmettent l'établissement à leur fils, Bertrand, et à son épouse, Nathalie. Bertrand Jallerat a été formé à l’École hôtelière de Lausanne et chez Paul Bocuse.
En 2009, le restaurant Le Georges retrouve son étoile au Guide Michelin.
En 2012, le chef Nicolas Mendès prend la direction du restaurant Le Georges.
En 2019, c'est le chef Thomas Parnaud qui prend, à sa suite, la direction du restaurant Le Georges. La même année, le restaurant Le Georges obtient 3 toques dans le Guide Gault et Millau.
En 2020, la brasserie La Cour obtient le label « Assiette Michelin 2020 ».
En 2021, Nathalie et Bertrand Jallerat transforment une demeure de maître proche du Grand Monarque en une « maison d’hôtes » (en pratique un second hôtel) cinq étoiles. La même année, ils ouvrent un restaurant bistronomique, Racines, sur le parvis de la cathédrale de Chartres. Le restaurant vient remplacer le salon de thé Maison Monarque,.
En 2023, le directeur de salle du Georges, Christophe Vuillard, est nommé pour le prix Gault et Millau du meilleur directeur de salle de restaurant 2024,. La même année, le restaurant Le Georges est classé sixième meilleur restaurant de France par Tripadvisor.

Le Grand Monarque, place des Épars
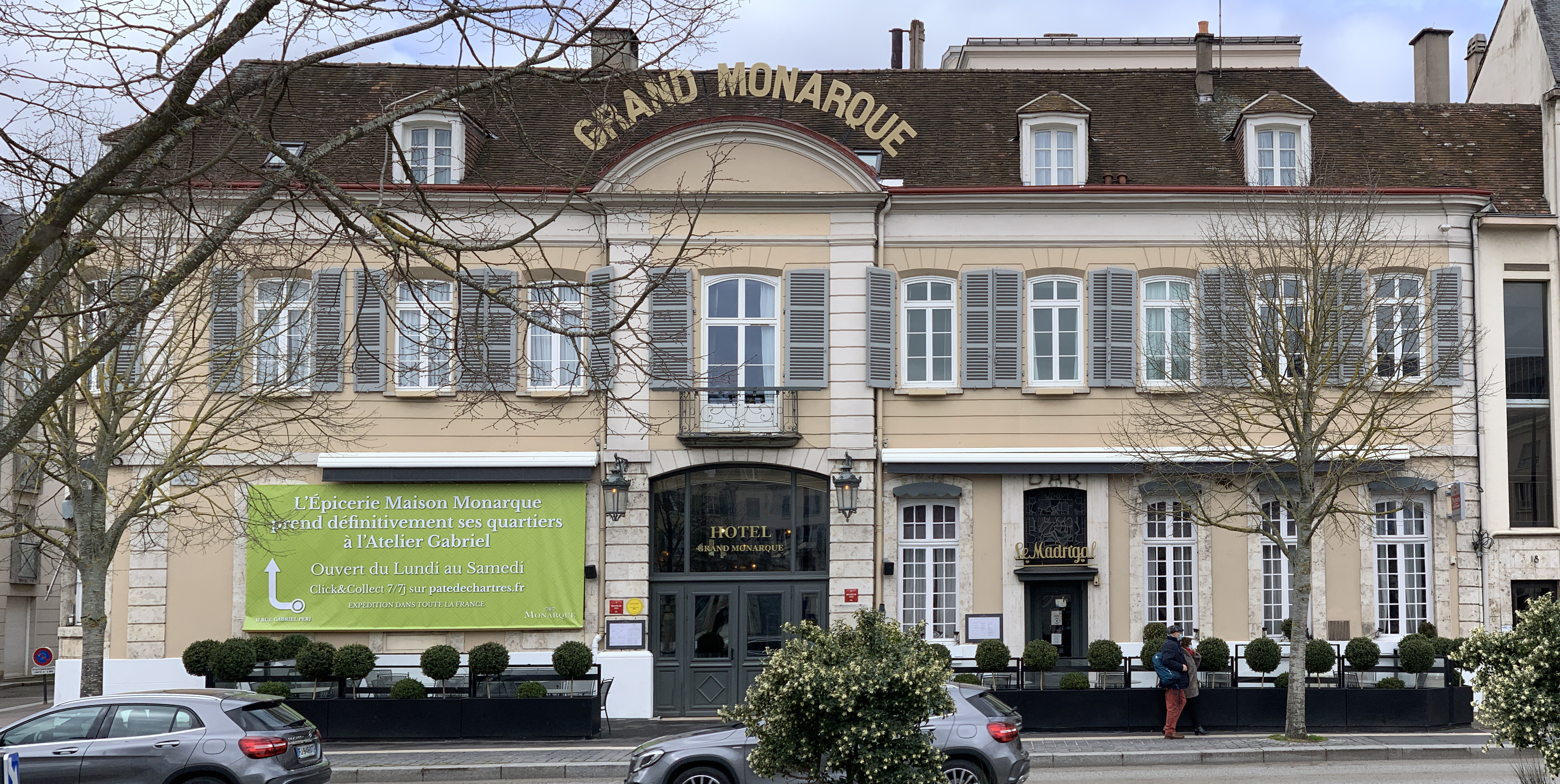
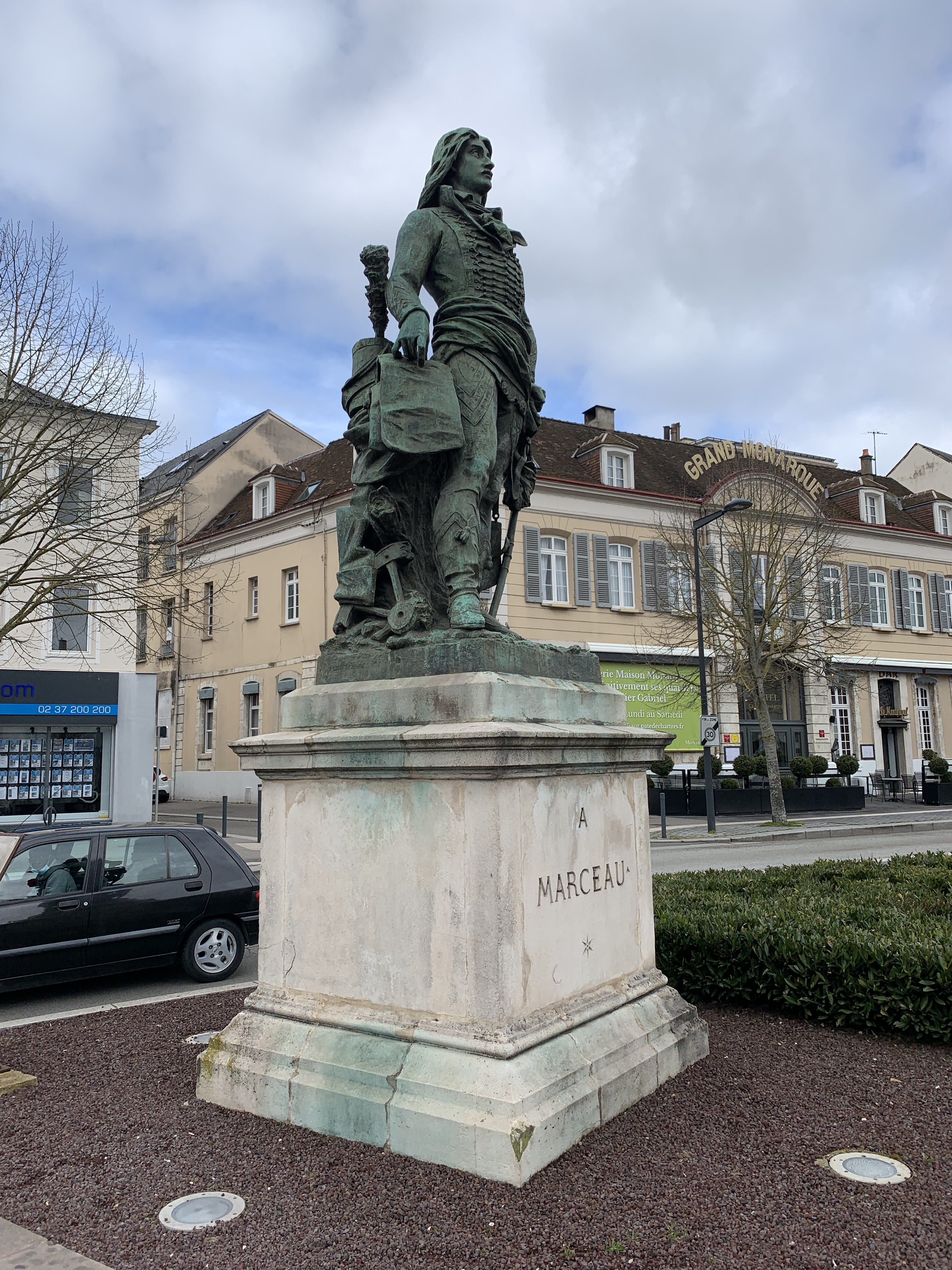
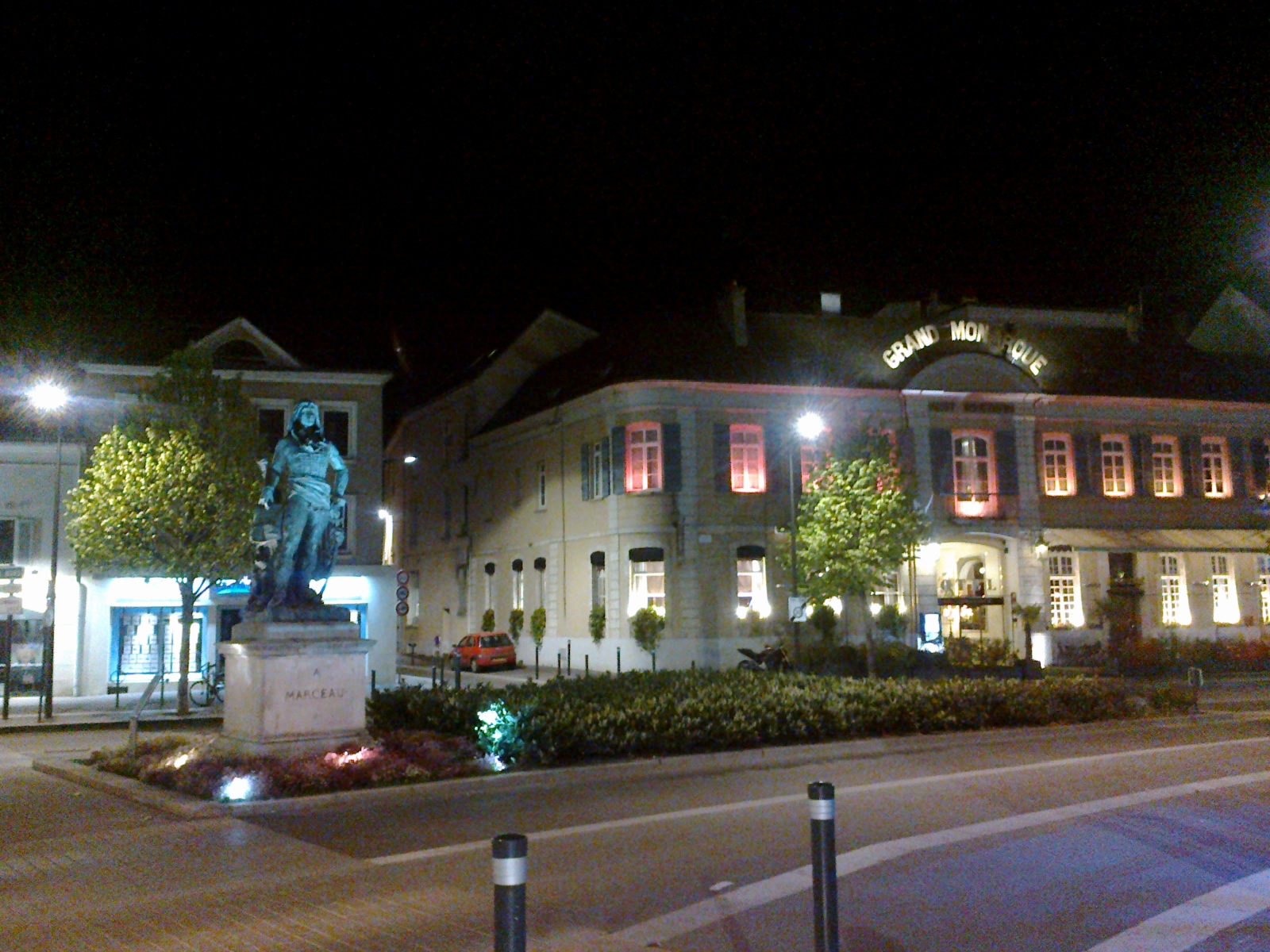

## Hôtels
L'hôtel Le Grand Monarque compte 58 chambres et un Spa de 850 m2. Il est classé quatre étoiles. L'établissement Le Grand Monarque compte également, à  proximité, un second hôtel (ou Maison d'hôtes) de 6 chambres, La Maison Blanche, classé cinq étoiles.

## Restaurants

### Le Georges
Le Georges est un restaurant gastronomique qui a obtenu, en 2009, une étoile au Guide Michelin. De 1997 à 2012, il est dirigé par le chef Laurent Clément, de 2012 à 2019 par le chef Nicolas Mendès et, depuis 2019, par le chef Thomas Parnaud,.
Le Georges propose une carte des vins de France qui compte 3 000 références.

### La Cour
La Cour est la brasserie située dans le bâtiment de l'hôtel Le Grand Monarque. Elle est dirigée par le chef Romain Baudron,.

### Racines
Le restaurant bistronomique Racines, ouvert en 2021, est situé sur le parvis de la cathédrale de Chartres. Il est dirigé par le chef Benoit Cellot,,.

## Bar et caves

### Le Madrigal
Le Madrigal est le bar situé dans le bâtiment de l'hôtel Le Grand Monarque.

### Les caves
Le Grand Monarque compte quatre caves dont une cave à eau de vie faisant également office de cave à cigares, et de nombreux salons de dégustation. Ces caves comptent près de 3 000 références dont 1 000 vins de Loire, et 30 000 bouteilles. Baptisées « Jean Carmet » (un habitué de la Paulée), ces caves sont gérées par le chef sommelier Nicolas Duclos,,.

## La Paulée des vins de Loire
Créée sur le modèle de la Paulée de Meursault, la Paulée des vins de Loire est née en 1983 de la rencontre du propriétaire du Grand Monarque d'alors Georges Jallerat et de l'oenologue Jacques Puisais.
La Paulée des vins de Loire est un dîner servi, chaque année au mois de mars, dans le restaurant Le Georges de l'hôtel Le Grand Monarque, réunissant des professionnels des milieux du vin et de la gastronomie, célébrant les vins du Vignoble de la vallée de la Loire. A cette occasion, le menu du repas est réalisé à plusieurs mains par des chefs étoilés invités et le chef du Grand Monarque, sur la base d'une sélection de vins de la région ,.
Le dîner est, chaque année, précédé par un marché de vignerons de l'ensemble des appellations du Val de Loire, ouvert aux amateurs, qui se tient sous les halles de la place Billard, à Chartres.